# Faveria
Faveria é um gênero de mariposa pertencente à família Crambidae.